# Монах Сава Хиландарац
Сава Хиландарац (чеш. Sáva Chilandarec, световно име Славибор Бројер, чеш. Slavibor Breüer; Кутна Хора, 8. јул 1837 — манастир Хиландар, 14. јануар 1912) био је чешки монах који је живео у манастиру Хиландар.
У плејади великих Чеха који су у српској културној историји оставили неизбрисивог трага истиче се пример занимљиве и интригантне личности Саве Хиландарца, чије је световно име било Славибор Криштоф Јонатан Јеремија Бројер, рођеног у имућној чешкој предузетничкој породици у граду Кутна Хора у Бохемији. Као католик, школован је са знањем три језика (чешког, немачког и латинског). Као младић уредио је кутнахорски архив и библиотеку, а будући немирног духа често је мењао место становања, путујући по родној Бохемији, Моравској и по Европи. Тако га је 1878. године пут довео у Костолац у далекој Србији, где је дошао са тројицом сирочади о којима се бринуо. Послујући са многим чешким емигрантима доспео је и до Лесковца, где се разболео од грознице. Овај град је био прекретница у Славиборовом животу. Тешка болест га је приморала да добро размисли о животу и потражи здравија и мирнија станишта. У Лесковцу упознаје све тамошње виђеније људе, учи српски језик и преко литературе се први пут среће са Хиландаром. Читајући књиге и слушајући приче о Светој Гори, одлучује да тамо оде и остане. Међутим, да би живео у православном манастиру, морао је да промени веру. Захваљујући познанству са нишким архимандритом Василијем, Славибор 1881. године прелази у православље и исте године, са тројицом сирочади о којима се бринуо, одлази у Хиландар.

## Сава у манастиру Хиландар
У Хиландару Славибора чека разочарење. Иако је стигао са препоруком, калуђери га не прихватају јер је у то време већина њих била бугарски оријентисана, па су нерадо примали све оне који су долазили из Србије. Међутим, Славибор је био упоран. Трпи силна понижења и увреде и после више од годину дана искушења, он ипак прима монаштво и узима црквено име Сава. Целу деценију је радио Сава Хиландарац најтеже послове и маштао да једног дана буде задужен кључевима манастирске библиотеке. Тек 1894. године, стицајем околности та жеља му се испунила. Наиме, после притужби посетилаца манастира, међу којима је било и важних државника, да је библиотека у расулу, Савет стараца у Хиландару је некоме морао да повери посао сређивања рукописа. Једини калуђер који је имао знања да то уради био је Сава. Упркос противљењима неких калуђера, Сава је постао манастирски библиотекар.
Монах Сава је одмах прионуо на посао. Набавио је инструменте за подвезивање књига, сва дела у библиотеци је подвезао, урадио каталоге, односно пописао све хиландарске књиге, а када је све то завршио, опет је са тешком муком добио дозволу да среди и манастирски архив. Када је 1896. године краљ Александар Обреновић посетио Хиландар, остао је затечен изгледом манастирске библиотеке, коју је Сава за само две године учинио једном од сређенијих на Светој Гори. Том приликом краљ Александар га је одликовао Орденом Светог Саве. То га је само још више мотивисало да до краја заврши огроман посао сређивања манастирских књига, једног од највећих културних блага у Срба. Много је времена и труда уложио Сава Хиландарац како би сачинио Каталог ћирилских рукописа манастира Хиландара. Сава је то врло педантно урадио, јер је готово две деценије сређивао манастирску библиотеку и архив. То је био први попис свих рукописа, старих књига и уопште вредности манастира Хиландара.

## Савини рукописи
Оно што Срби дуго нису урадили са Савиним каталогом, а морали су, Чеси су урадили пре више од 100 година. Свој први рукопис, Мали каталог, Сава је 1897. године послао у своју отаџбину и исте године он је штампан у Прагу. Десетак година касније понудио је знатно допуњен каталог Српској краљевској академији, али он из непознатих разлога није угледао светлост дана. Тек 1997. године, након оживљеног интересовања за овог чешко-српског монаха, Народна библиотека Србије (у којој се данас чува Савин каталог) је објавила његово дело о манастиру Хиландар, под називом Историја манастира Хиландара: успомена на седамстогодишњицу оснивања. Савина Историја Хиландара говори детаљно о најзначајнијим догађајима и личностима од настанка ове српске лавре, па до краја XIX века. Овим потезом се Народна библиотека Србије, а преко ње и српски народ, коначно одужила човеку који је већи део живота посветио чувању и популаризацији српске културне баштине. То, међутим, не би требало да буде крај, већ само почетак интересовања за овог знаменитог монаха, чији се бројни рукописи и даље налазе у хиландарској архиви. Њих је Архив Србије, у циљу заштите значајне српске архивске грађе ван Србије, систематизовао у посебан фонд, који тек чега адекватну обраду.
Осим писања литерарних радова Сава је био врстан ботаничар. Свој хербаријум са преко хиљаду најразличитијих биљних врсти поклонио је тадашњој Великој школи у Београду. Данас се та његова збирка чува у хербаријуму ботаничке баште Јевремовац.
Славибор Бројер, односно монах Сава Хиландарац, упокојио се у Хиландару 14. јануара 1912. године.